# Число Каннингема
В теории чисел числа Каннингема (англ. Cunningham number) — определённый класс целых чисел, названный в честь английского математика Аллана Каннингема.

## Определение
Числа Каннингема — числа вида
{\displaystyle b^{n}\pm 1}
где b и n — целые числа, бо́льшие 1, b не является точной степенью.
Числа Каннингема обозначаются
{\displaystyle C^{+}(b,n)=b^{n}+1}
{\displaystyle C^{-}(b,n)=b^{n}-1.}

## Определение простоты
Основное направление исследований — поиск простых чисел Каннингема. Два наиболее известных семейства чисел Каннингема — числа Ферма {\displaystyle C^{+}(2,2^{n})} и числа Мерсенна {\displaystyle C^{-}(2,n).}
Аллан Каннингем занимался сбором всех известных данных о простых числах этой формы. В 1925 году были опубликованы таблицы, в которых были сведены результаты исследований Каннингема и Вудала; последующие исследования были направлены на заполнение этих таблиц.